# 임창식 (바둑 기사)
임창식(任昌植, 1956년 5월 27일 ~ 2004년 11월 20일)은 대한민국의 전 바둑 기사이다. 별명은 반상의 기인이다. 

## 약력
1977년에 입단하여 1982년 제1기 제왕전과 1983년 제1기 박카스배, 1985년 제4기 바둑왕전, 1986년 제4기 대왕전 본선에 올랐다. 1988년 제3기 신왕전 본선과 1993년 제1기 한국이동통신배 본선에 진출했고 1996년 6단으로 승단했다. 1999년 제30기와 2000년 제31기 명인전 본선에 진출하여 7단으로 승단했고, 2002년 돌씨앗배 준우승을 차지했다. 가족 관계는 친형 임광식(부산대학교 교수)이다. 
2004년 11월 20일, 고혈압으로 별세했다.